# Ankieta prasowa
Ankieta prasowa – forma badania opinii z zastosowaniem kwestionariusza zamieszczanego w gazecie lub czasopiśmie.
Ankieta prasowa pozwala na zaniedbanie doboru próby. Respondentami są czytelnicy. Charakterystyka próby jest określona audytorium czytelników danej pozycji.
Stosowana jest do badania opinii publicznej. Cechą ankiety prasowej jest jej duża dostępność, uzależniona wyłącznie od nakładu gazety i czytelnictwa. Ogranicza to także koszty samego badania: wydruku i dystrybucji kwestionariuszy ankiety. Inną formą ankiety prasowej jest jej odpowiednik elektroniczny zamieszczany na stronach internetowych, np. „ankieta dla e-Czytelników”.
Wadami są m.in. niski poziom odpowiedzi (respondenci muszą czynnie wziąć udział w badaniu i odesłać odpowiedź, przyjmuje się stopę zwrotu na nie więcej niż 3%) oraz długi czas oczekiwania na wyniki sondażu.